# Amanieu de Sescars
Amanieu de Sescars o Amanieu Des-Escás (fl. 1278–1295) fue un trovador, posiblemente de origen catalán, de finales del siglo XIII. Famoso por sus canciones de amor en su época, sus contemporáneos le dieron el apodo de «dieu d'amor» [dios de amor]. Escribió dos ensenhamens (poemas didácticos) y dos saluts d'amor (cartas de amor) que sobreviven.

## Origen
Hay una cierta incertidumbre sobre el origen del trovador, siendo la tesis preferida que fuera de origen catalán, pero también es posible que fuera gascón.
La tesis gascona se basa en dos argumentos. El primero es su nombre, Amanieu, muy poco común en la Corona de Aragón en el siglo XIII y muy común en cambio en Gascuña. El argumento es muy débil, ya que la transmisión de nombres es muy común y de hecho se encuentra un Amaneu de Albret en la corte de Jaime I de Aragón. Por otra parte se documenta un Amaneus de Sescarce en Gascuña ya en 1253, quizás familia del biografiado. Un segundo argumento, quizás más contundente, ve que una correcta lectura del apellido como Sesca(r)s permite relacionarlo con Saint-Martin-de-Sescas, en el cantón de Saint-Macaire, en la Gironda. Sin embargo, las rimas dan a entender de que el apellido era efectivamente Siscars, con «r»:

[...] gent aculhiers e bel parlars
de part N'Amanieu Des-Escas [...]

Por otra parte, Manuel Milá y Fontanals lo dice directamente originario de Escás, un lugar en el obispado de la Seo de Urgel, interpretando el apellido como «de Escás». Lo hace noble de alcurnia de «buen tono y [de] conducta caballeresca», con castillo con servidumbre situado probablemente en el mismo Escás.
También es posible que el apellido de Sescars simplemente sea un patronímico y no esté relacionado con un lugar. La tesis catalana viene apoyada por la existencia de un trovador llamado Aymo(n) de Sestars o Cestars, Cescars, entre 1380 y 1399, de origen incontestablemente catalán. El apellido patronímico Cescars, no era desconocido en la Cataluña de la Edad Media.
En la obra misma de Sescars, en el uso del lenguaje, hay indicios de que su origen fueses catalán. Por ejemplo, usó en su obra las palabras «nina» y «faichuc» , son de origen catalán, aunque tampoco eran desconocidas en el gascón culto. Otro indicio es el uso riguroso de las reglas de la koiné, que suelen mostrar los trovadores catalanes como, por ejemplo, Guillem de Cabestany o Cerverí de Gerona. También aparece una «rima catalana», que no se encuentra en autores occitanos.
También hay indicios de su fidelidad al rey de Aragón, con loas en su Essenhamen de la donzela al rey, a los aragoneses y los catalanes. Además en la mención de damas aragonesas como «Guilhelma, filha d'En Guasto», identificada como Guillerma de Montcada, hija de Gastón, vizconde del Bearn. También aparece una «Rogest' Aragueza», posiblemente aragonesa relacionada con el valle de Aragüés.

[...] Altra Guilhelma sal [...]
la filha d'En Guasto,
c'ab sa bela faisso
a tans bos aibs conques
de tot nostre paes;
Guascuenh'e l'encontrada
n'es fort illuminada,
car lo sieus cors grazitz
y fo natz e noiritz [...]

En este fragmento habla de «nostre paes» [nuestro país], donde reside «Na Guilhelma», después de que se convirtiese en esposa del infante Pedro de Aragón, y lo enfrenta con la «Guascuenha» [Gascuña], donde ha nacido y se ha educado. Si esta interpretación es correcta, este sea quizás el indicio más claro de su origen aragonés.

## Obra
Su obra más antigua datable es también la más breve, el saludo «A vos, que ieu am deszamatz», escrito el 24 de agosto de 1278. Su primer ensenhamen fue el «Ensenhamen del scudier» sobre un escudero [scudier] que observa a su noble amo en el amor, en el ocio y preparándose para la guerra y puede así describir al noble ideal. Estaba dirigida «al comte gent après En B. d'Astarac», es decir, a Bernardo IV de Astarac, y, por tanto, debe haber sido escrita antes de la muerte del conde en 1291.
También en ese período fue escrito su segundo y más largo salut, que se refiere a Jaime el Justo como «reys [...] de cecilias», lo que lo sitúa entre 1285, cuando Jaime heredó Sicilia, y 1291, cuando heredó Aragón.
La segunda obra didáctica de Amanieu, el «Ensenhamen de la donsela», se puede fechar entre 1291 y 1295 por una referencia a Jaime como rey de Aragón y a la contemporánea guerra de las Vísperas sicilianas. Está dirigido a una donsela [doncella] anónima y está diseñado para enseñarle cómo comportarse en la sociedad cortesana y cómo ser respetada.
La poesía de Amanieu está sin duda influenciada por Peire Vidal y posiblemente también por Arnaut de Maruelh. El trovador posterior Peire Lunel de Montech escribió, en una carta de 1320, «He oído decir que usted [desconocido] tiene [el libro, es decir, los ensenhamens] del señor Amanieu, quien es llamado el dios del amor, donde enseña sobre la joven y el escudero».